# Eremogone turlanica
Eremogone turlanica är en nejlikväxtart som först beskrevs av Bajt., och fick sitt nu gällande namn av Czer. Eremogone turlanica ingår i släktet Eremogone och familjen nejlikväxter. Inga underarter finns listade i Catalogue of Life.